# Вайкинг (тауншип, Миннесота)
Вайкинг (англ. Viking) — тауншип в округе Маршалл, Миннесота, США. На 2000 год его население составило 145 человек.

## География
По данным Бюро переписи населения США площадь тауншипа составляет 116,4 км², из которых 116,4 км² занимает суша, водоёмов нет.

## Демография
По данным переписи населения 2000 года здесь находились 145 человек, 63 домохозяйства и 46 семей. Плотность населения —  1,2 чел./км². На территории тауншипа расположено 74 постройки со средней плотностью 0,6 построек на один квадратный километр. Расовый состав населения: 98,62 % белых и 1,38 % приходится на две или более других рас.
Из 63 домохозяйств в 22,2 % воспитывались дети до 18 лет, в 68,3 % проживали супружеские пары, в 4,8 % проживали незамужние женщины и в 25,4 % домохозяйств проживали несемейные люди. 25,4 % домохозяйств состояли из одного человека, при том 7,9 % из — одиноких пожилых людей старше 65 лет. Средний размер домохозяйства — 2,30, а семьи — 2,70 человека.
20,7 % населения — младше 18 лет, 4,8 % — в возрасте от 18 до 24 лет, 20,0 % — от 25 до 44, 37,9 % — от 45 до 64, 16,6 % — старше 65 лет. Средний возраст — 47 лет. На каждые 100 женщин приходилось 126,6 мужчин. На каждые 100 женщин старше 18 приходилось 125,5 мужчин.
Средний годовой доход домохозяйства составлял 33 542 доллара, а средний годовой доход семьи —  41 458 долларов. Средний доход мужчин —  32 083  доллара, в то время как у женщин — 30 000. Доход на душу населения составил 17 015 долларов. За чертой бедности находились 4,3 % семей и 4,0 % всего населения тауншипа, из которых 6,7 % старше 65 лет.